# Organització territorial de Mònaco
Sens perjudici de les funcions de govern del país que tenen el Príncep i el Consell Nacional electe, el Principat de Mònaco presenta una organització territorial basada en un municipi únic regit per un alcalde i un Consell Comunal de quinze membres, electes, que s'encarrega de l'administració dels afers d'àmbit local tal com estipula el Títol IX de la constitució de 1962.
A principis del segle XX el Principat havia estat dividit en tres municipis: Mònaco, Montecarlo i La Condamina.

## Els sectors de Mònaco
Així doncs, l'única subdivisió que existeix actualment són els sectors (secteurs), que assumeixen alguns serveis. En són 10 i està previst que, a partir de 2014, en siguin 11 quan es pugui afegir el sector de Le Portier amb terrenys guanyats al mar (com ja es va fer anteriorment amb el sector de Fontvieille).

Els diferents sectors de la ciutat

Són els següents:
|    | Sector secteur        | Superfície (Ha) |
| -- | --------------------- | --------------- |
| 01 | Montecarlo            | 28,1            |
| 02 | La Rossa e Sant Roman | 10,5            |
| 03 | Larvòt                | 32,8            |
| 04 | La Condamina          | 23,7            |
| 05 | Vila de Mònaco        | 18,5            |
| 06 | Fòntvielha            | 32,4            |
| 07 | La Còla               | 18,8            |
| 08 | Las Reveras           | 7,6             |
| 09 | Moneguet              | 10,4            |
| 10 | Sant Miquel           | 14,2            |
| 11 | Lo Pòrt               | 27,5            |